# Kalogeri
Die Kalogeri (griechisch Καλόγεροι [kaˈlɔʝɛri] (m. pl.) ‚Mönche‘) sind zwei Felseneilande etwa im geografischen Zentrum der Ägäis. Sie gehören zur Gemeinde und Insel Andros in der griechischen Region Südliche Ägäis, deren nördlichsten Punkt sie bilden. Die am nächsten gelegenen Inseln sind Andros (rund 42 km südwestlich), Andipsara (rund 45 km nordöstlich) und Chios (etwa 52 km östlich).

## Geografie
Die Namen der Einzelfelsen sind Megalos Kalogeros (Μεγάλος Καλόγερος, 38° 09′ 54″ N, 025° 17′ 00″ O) und der rund 1400 Meter nordöstlich liegende Mikros Kalogeros (Μικρός Καλόγερος, 38° 10′ 23″ N, 025° 17′ 28″ O). Megalos Kalogeros erhebt sich 36 Meter über den Meeresspiegel und bedeckt rund 0,6 Hektar, Mikros Kalogeros ist wesentlich kleiner und nur einen Meter hoch. Die Felsen sind vulkanischen Ursprungs und praktisch vegetationslos.
Megalos Kalogeros erhebt sich steil aus dem rund 200 m tiefen Meeresboden, unterseeische Felsen machen die Umfahrung sehr gefährlich, nur im Südwesten befindet sich ein bei ruhigem Wetter möglicher Ankerplatz.

## Geschichte
Megalos Kalogeros ist möglicherweise die bei Plinius dem Älteren beschriebene Insel Aix (altgriechisch Αἴξ ‚Ziege‘, lateinisch Aex), die dieser zwischen Tinos und Chios verortet (Naturalis historia 4,51). Die erste moderne Erwähnung erfolgte durch Cristoforo Buondelmonti im Jahr 1420 als Caloerus, das ähnlich wie bei Plinius als sich aus dem Meer einsam erhebender, schroffer und unzugänglicher Felsen beschrieben wird, an dem häufig Schiffe zerschellten. Eine zweite Insel dieses Namens verortet Buondelmonti in der Nähe von Kos.

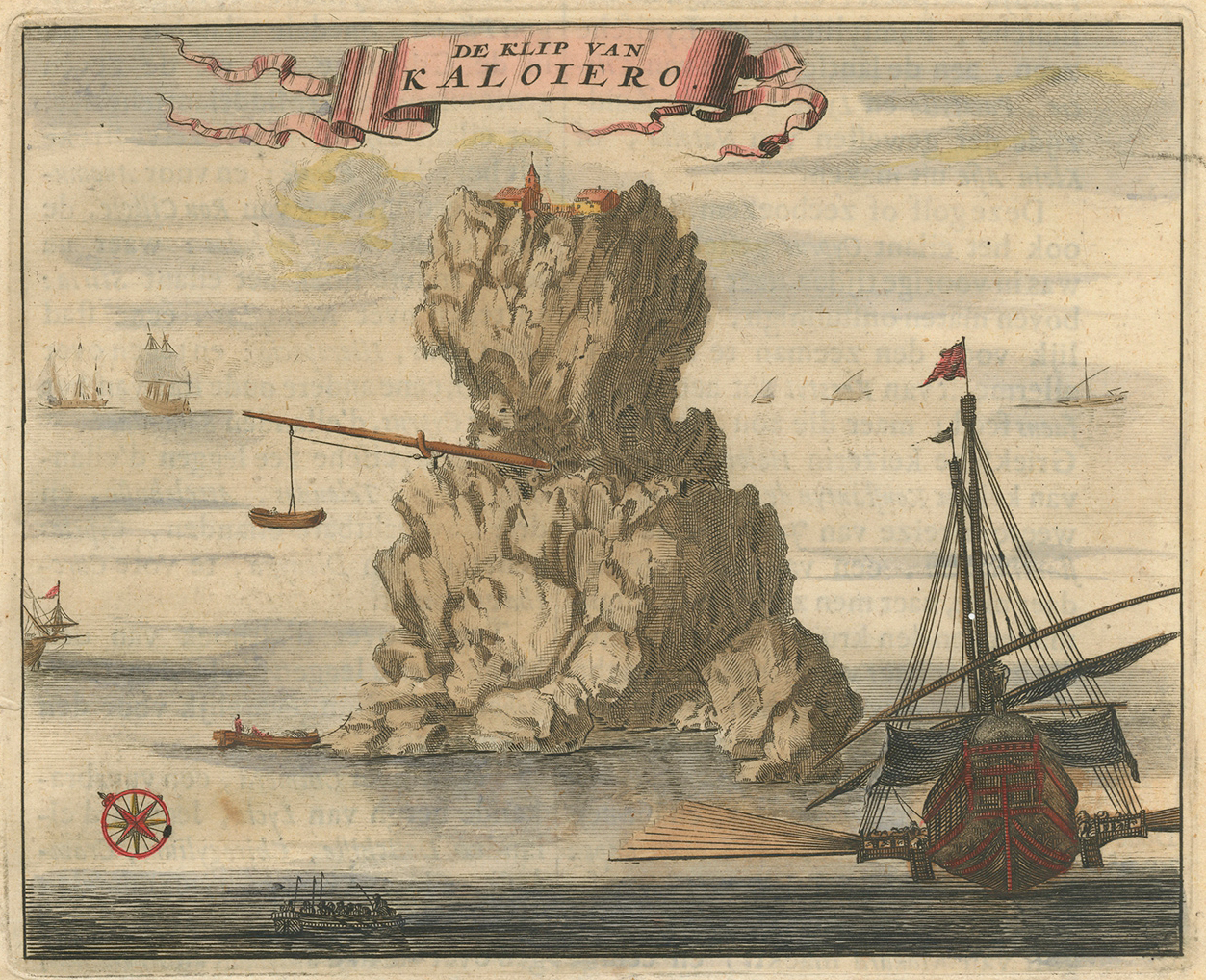
Ansicht der Insel aus dem Werk Naukeurige beschryving der Eilanden … (1688) von Olfert Dapper

Die Kartografen der folgenden Jahrhunderte vermischten die Informationen über diese beiden Inseln, verorteten Caloiero aber meist an der Stelle der bei Buondelmonti zweitgenannten Insel zwischen Amorgos und Kos oder westlich von Nisyros – möglicherweise war das heutige Kandeliousa damit gemeint, das jedoch viel flacher und weitaus zugänglicher ist. Die Beschreibungen und Abbildungen dieser felsigen Insel zeigen allesamt auf der Spitze ein kleines Kloster und einen Kran, mit dem ein Boot aus der See emporgehoben wird. Ab etwa 1700 sind diese Anzeichen von Besiedlung des Felsens von den Abbildungen verschwunden.
Eine Erklärung hierfür lieferte der britische Autor Bernard Randolph: 1687 schrieb er in seinem Werk The Present State of the Islands in the Archipelago (Oxford 1687), er habe von Handelsleuten aus Smyrna erfahren, eine Insel namens Kalogeros zwischen Chios und Andros sei durch eine Explosion zerstört und alle ihre Einwohner samt ihrem Vermögen umgekommen. Nur ein kleiner Teil des ursprünglichen Eilands sei übrig geblieben. Tatsächlich verzeichnet die Geschichte für die Zeit um 1650 nur Eruptionen um die Vulkane Santorin, Methana und Nisyros. Eine vulkanische Tätigkeit an der Stelle der heutigen Kalogeri konnte bislang nicht nachgewiesen werden.
1920 wurde ein erster Leuchtturm auf dem nahe wichtiger Seerouten gelegenen Felsen errichtet. Daneben erbaute man eine Baracke. 1940 wurden sechs Einwohner auf dem Felsen verzeichnet, möglicherweise Angehörige der griechischen Marine. Die deutschen Besatzer errichteten Waffenlager und Wasserreservoirs, deren Ruinen am Hang des Felsens heute zu sehen sind. Eine verwitterte, in den Fels gehauene Steintreppe im Osten und einige im Stein verankerte Stahlleitern ermöglichen bis heute den Aufstieg zur Spitze. Ein stählerner Leuchtturm wird heute durch die griechische Marine betrieben, aus dem im November 2006 durch Diebe die Batterien und weitere bewegliche Teile entfernt wurden.
Im Zuge der Auseinandersetzung zwischen Griechenland und der Türkei um die Nutzung des ägäischen Kontinentalschelfs und die Definition der See- und der Grenzen des jeweiligen Luftraums spielen die Felsen eine gewisse Rolle. Ab den 1990er Jahren erklärten türkische Politiker alle nicht namentlich in internationalen Verträgen Griechenland zugesprochenen Inseln und Felsen zur völkerrechtlichen „Grauzone“ und zogen die Zugehörigkeit auch der Kalogeri zu Griechenland in Zweifel. So schickte die türkische Marine im Juli 2003 ein Schiff in die Zentralägäis, das um die Kalogeri Untersuchungen zum Kontinentalschelf vornahm. Dabei drang das Schiff weit nach Süden vor und geriet dabei bedenklich nahe an ein Manöver der griechischen Marine, das im Manövergebiet LDG-68, zu dem auch die Felseninseln gehören, abgehalten wurde. Dies führte zu innergriechischen Auseinandersetzungen, besonders zwischen dem Außenministerium, das eine Reaktion ablehnte, und der griechischen Marine.